# Carpentum

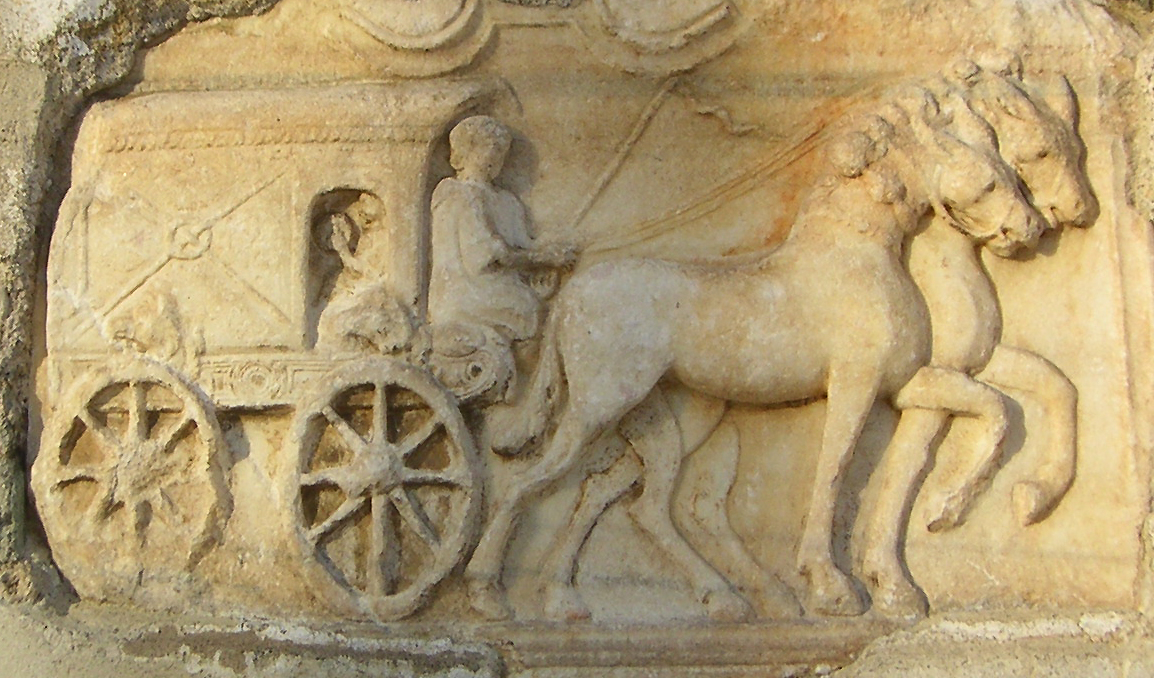
Pilentum à quatre roues.

Le carpentum (pluriel carpenta) est un chariot couvert de l'antiquité romaine, généralement destiné au transport de dames de rang élevé.

## Origine linguistique
Livius Andronicus, auteur du IVe siècle av. J.-C., donne dans sa traduction de l'Odyssée la plus ancienne attestation latine du mot carpentum. Tite-Live et Florus rattachent ce mot aux Gaulois.
Le celtiste français Joseph Vendryes (1875-1960) identifie dans les Langues brittoniques le gallois cerbyd (char, voiture) et le vieux-breton cerpit, qui dérivent de viel-irlandais carpat, que Vendreyes fait plutôt dériver du latin carpentum que d'une forme celtique reconstituée *karbento- ou *karbanto-, car le groupe vocal -nt se conserve en brittonique alors qu'il est absent de carpat.

## Description
À Rome, le carpentum est généralement à deux roues, rarement à quatre , couvert, et destinée aux femmes de haut rang. Il était tiré par deux mules ou deux chevaux. Il était utilisé par les matrones et les vestales puis, après Auguste, par les impératrices.

## Histoire
Son usage comme char de guerre a été attesté chez les Gaulois, les Bretons, les Cimbres, les Allobroges, les Helvètes parmi d'autres nations.
Tite-Live indique l'usage du carpentum lors de la période royale pour l'arrivée à Rome de l'étrusque Tanaquil accompagnée de son mari Lucumon puis son usage par Tullia, fille du roi Servius Tullius. Dans ces deux épisodes mythiques, apparaît la combinaison femme/char/pouvoir, que l'on retrouve dans d'autres légendes d'accès à la souveraineté.
Si Tite-Live montre les dames étrusques se déplacer librement en carpentum, son utilisation par les Romaines fut plus problématique : elle aurait été autorisée lors de la consécration à Apollon de Delphes d'une partie du butin provenant de la prise de Véies en 396 av. J.-C., les matrones romaines complétèrent la quantité d'or promise au dieu en offrant spontanément leurs bijoux. En retour, le Sénat leur accorda le droit honorifique de circuler en carpentum les jours ordinaires et en pilentum pour se rendre aux jeux et aux sacrifices religieux.
Ce droit fut restreint aux seuls déplacements pour assister aux sacrifices par la loi Oppia en 215 av. J.-C. durant la deuxième guerre punique pour limiter les dépenses de luxe, puis rétabli en 195 av. J.-C. malgré l'opposition de Caton le Censeur,.
Pour améliorer quelque peu la circulation dans une Rome aux rues étroites et encombrées, Jules César interdit la circulation de jour à tout véhicule à roue, à l’exception des carpenta lors des cérémonies et des charrettes d’entrepreneurs. La loi est promulguée après sa mort, et reste en vigueur durant plusieurs siècles. Cette restriction réserve l'usage du carpentum aux seules vestales.
Durant la période impériale, l'usage du carpentum d'apparat est aussi accordé aux dames de la famille impériale, comme aux impératrices Livie et Messaline. Pour les processions des jeux du cirque, Caligula fait défiler l'image de sa mère Agrippine l'Aînée sur un carpentum. Messaline suit le cortège triomphal de son mari Claude. Des monnaies commémoratives sont émises à l'occasion de ces circonstances.

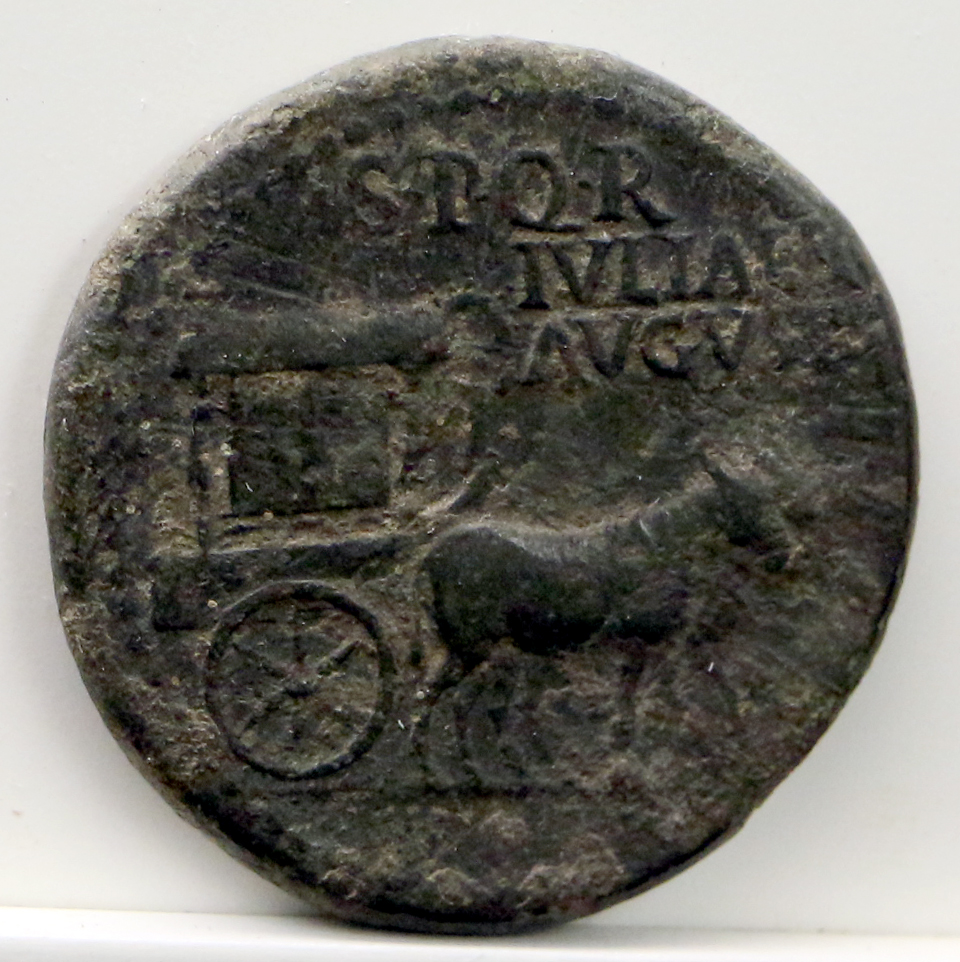
Sesterce de Tibère, en l'honneur de sa mère Livie, renommée Julia Augusta
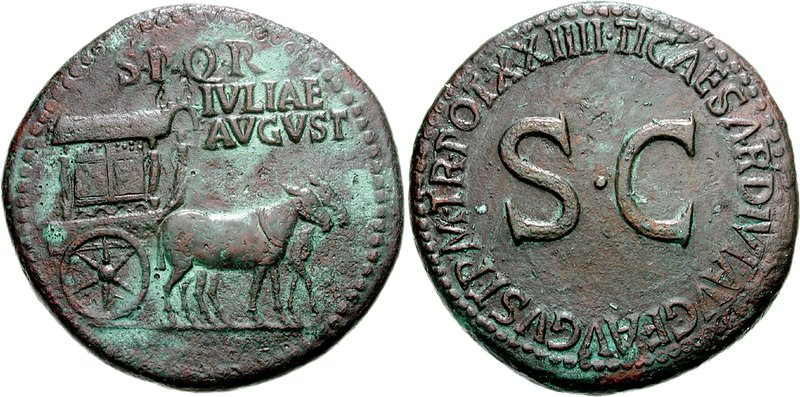
Sesterce de Tibère, en l'honneur de sa mère Livie, renommée Julia Augusta
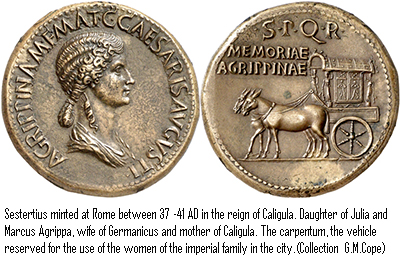
Sesterce émis en 37 pour l'acheminement en carpentum des cendres d'Agrippine l'Aînée, mère de Caligula
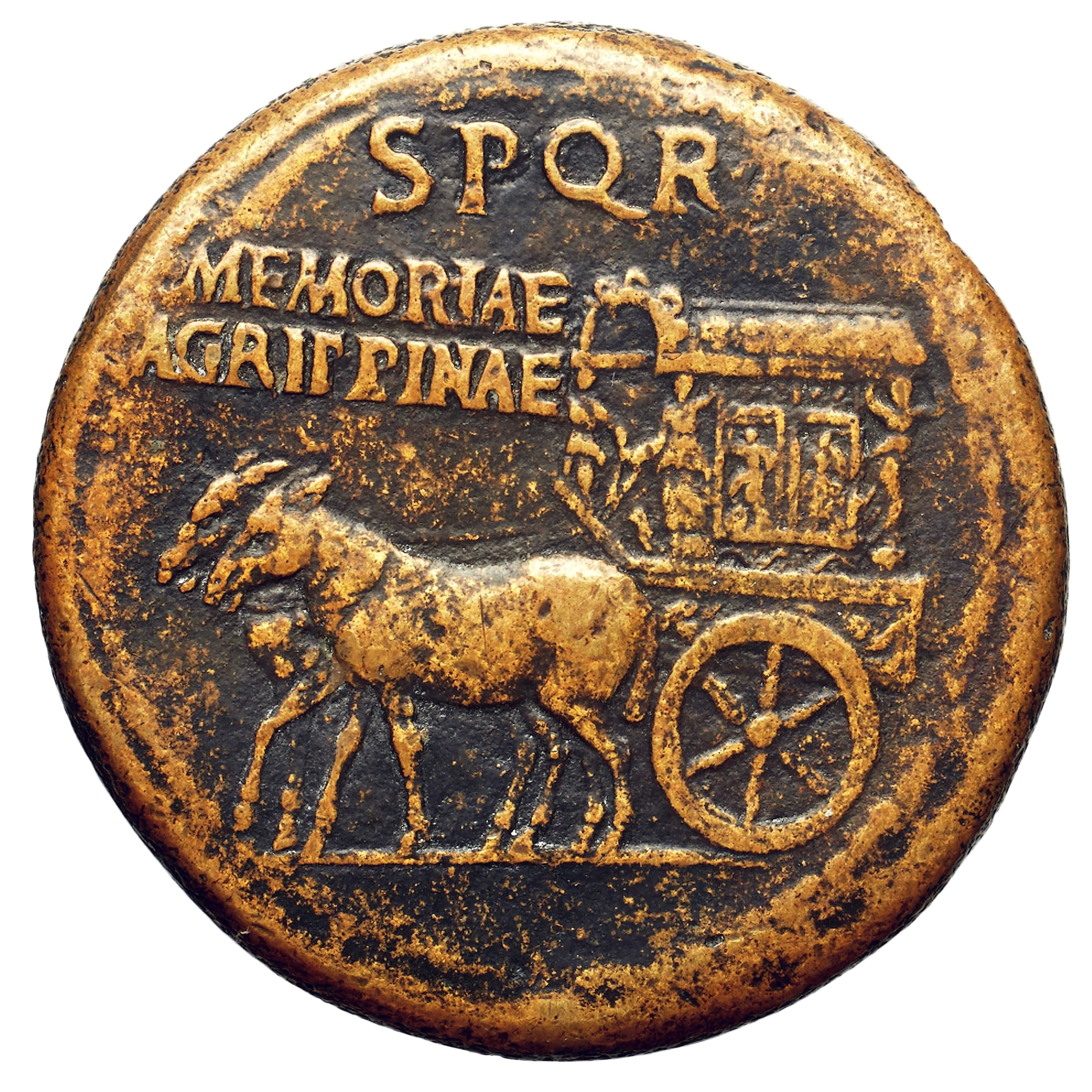
Sesterce émis en l'honneur d'Agrippine l'Aînée

Le droit honorifique de circuler en carpentum s'étend au IIIe siècle aux hauts dignitaires et à l'empereur lui-même, comme en 353 pour l'entrée triomphale à Rome de Constance II, figé sur un carpentum doré.